# Тененбаум, Евгений Александрович
Евге́ний Алекса́ндрович Тененба́ум — канадский предприниматель еврейского происхождения. Член совета директоров ФК «Челси».  Партнёр по бизнесу Романа Абрамовича.

## Биография
Родился в 1964 году. Окончил факультет экономики и финансов Университете Торонто. 
С 1987 по 1989 годы работал в Торонто аудитором в консалтинговой группе Price Waterhouse. В последующие пять лет Евгений Тененбаум занимался корпоративными финансами в компании KPMG, с 1990 по 1993 годы занимая должность руководителя московского представительства KPMG International.
В 1994 году перешёл в компанию Salomon Brothers в качестве директора по корпоративным финансам.
С 1998 по 2001 годы возглавлял департамент корпоративных финансов ОАО «Сибнефть».
Исполнительный директор компании Millhouse Capital UK Ltd., входит в совет директоров ФК «Челси».

## Санкции
Великобритания 15 апреля 2022 года ввела персональные санкции в отношении Тененбаума из-за вторжения России на Украину. Санкции приняли из-за его «близкой связи» с предпринимателем Романом Абрамовичем, который находится под рестрикциями Великобритании. Все активы Тененбаума в стране были заморожены. Частным самолётам Тененбаума запрещено попадать в воздушное пространство Великобритании.